# Conservante

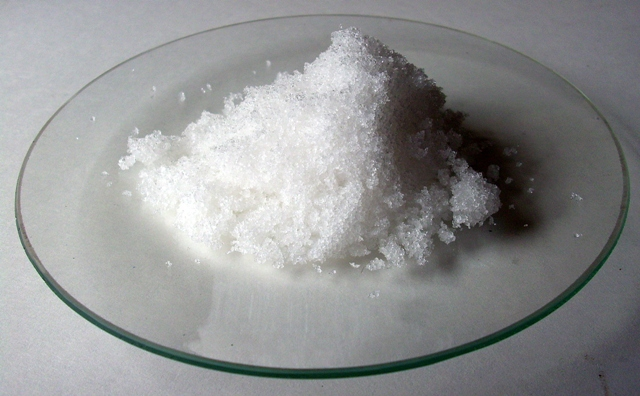
Nitrato de sodio, uno de los conservantes alimentarios más utilizados.

Un conservante o conservador es una sustancia química utilizada como aditivo alimentario que, añadida a los alimentos, detiene o minimiza el deterioro causado por la presencia de diferentes tipos de microorganismos. Este deterioro microbiano de los alimentos puede producir pérdidas económicas sustanciales, tanto para la empresa alimentaria (que puede llegar a generar pérdidas de materias primas y de algunos subproductos elaborados antes de su comercialización, deterioro de la imagen de marca) así como para distribuidores y usuarios consumidores (tales como deterioro de productos después de su adquisición y antes de su consumo, problemas de sanidad, etc.).
Los conservantes, aunque sean naturales, tienen impuesto un límite oficial.
Los conservantes no solo se utilizan en los alimentos: existen otros productos que también necesitan de los conservantes para evitar su deterioro.
Se sabe con certeza que más del 20% de todos los alimentos producidos en el mundo se pierden por acción de los microorganismos y, por otra parte, estos alimentos alterados pueden resultar muy perjudiciales para la salud del consumidor, por lo tanto, el primer empleo es el de evitar el deterioro. Los alimentos en mal estado pueden llegar a ser extremadamente venenosos y perjudiciales para la salud de los consumidores, un ejemplo de esto es la toxina botulínica generada por la bacteria Clostridium botulinum que se encuentra presente en las conservas mal esterilizadas y embutidos así como en otros productos envasados. Esta sustancia es una de las más venenosas que se conocen (miles de veces más tóxica que el cianuro en una dosis similar).

## Historia
La historia de los conservantes comenzó siglos atrás. En civilizaciones como la antigua Grecia, la carne y el pescado eran conservados en sal para poder consumirlos hasta meses después de su captura. Otros claros ejemplos son que, en esas mismas civilizaciones, la carne era ahumada con el fin de que el calor del fuego secara el alimento y así aumentara su duración. Por otro lado, durante la Segunda Guerra Mundial, los huevos y la leche eran racionados y se ofrecían sus alternativas en polvo para una mayor vida útil. Entonces, podemos decir que de muchas maneras y en diversos momentos durante la evolución, para el ser humano, la conservación clave ha sido la conservación natural. Sin embargo, casi un siglo después, empezaron a descubrirse nuevos compuestos conservantes y con las sofisticadas máquinas fabricadas en la lucha contra los microorganismos comenzaron a crearse en laboratorios algunos de los aproximadamente 5.000 conservantes conocidos hoy en día. Tanto en la antigüedad como en la actualidad, los conservantes gozan de mala fama por el hecho de ser sustancias químicas que se añaden a los alimentos y, como la palabra química asusta al consumidor, si no está correctamente informado, el mismo desconfía. Por esto último y con el fin de asegurar que los conservantes realmente contribuyan a mejorar la seguridad y calidad de los alimentos, su uso está sujeto a una evaluación de inocuidad y a un procedimiento de autorización antes de su comercialización.

## Métodos
Existen algunos métodos físicos que actúan como inhibidores de las bacterias tales son el calentamiento, deshidratación, irradiación o congelación. Se puede aplicar métodos químicos que causen la extinción por muerte de los microorganismos o que al menos elimine la posibilidad de su reproducción. En una gran mayoría de alimentos existen los conservantes de forma natural, por ejemplo muchas frutas que contienen ácidos orgánicos tales como el ácido benzoico o el ácido cítrico. Por ejemplo la relativa estabilidad de los yogures al compararlo con la leche se debe solo al ácido láctico elaborado durante su fermentación. Algunos alimentos tales como los ajos, cebollas y la mayoría de las especias contienen potentes agentes antimicrobianos.

## Catalogación de conservantes industriales
Para la venta de alimentos se exige su claro etiquetado. Para cumplirlo, los conservantes pueden figurar con su nombre propio, generalmente un nombre científico-químico o, por su número asignado al cual lo precede la letra E. A los aditivos del tipo conservantes le corresponde la forma E-2XX donde las X son reemplazadas por números que dependen de la función de la sustancia en la industria. A continuación se encuentran algunos ejemplos:

### Sorbatos
- E-200 Ácido sórbico
- E-201 Sorbato de sodio
- E-202 Sorbato de potasio
- E-203 Sorbato de calcio

### Benzoatos
- No parabenos:
E-210 Ácido benzoico
E-211 Benzoato de sodio
E-212 Benzoato de potasio
E-213 Benzoato de calcio
- Parabeno (PHB):
E-214 Para-hidroxibenzoato de etilo
E-215 Derivado sódico del para-hidroxibenzoato de etilo
E-216 Para-hidroxibenzoato de propilo
E-217 Derivado sódico del para-hidroxibenzoato de propilo
E-218 Para-hidroxibenzoato de metilo
E-219 Derivado sódico del para-hidroxibenzoato de metilo

### Sulfitos
- E-220 Dióxido de azufre
- E-221 Sulfito de sodio
- E-222 Bisulfito sódico (Sulfito ácido de sodio)
- E-223 Metabisulfito de sodio o pirosulfito sódico)
- E-224 Metabisulfito de potasio (bisulfito potásico o pirosulfito potásico)
- E-225 Sulfito de potasio
- E-226 Sulfito de calcio
- E-227 Sulfito ácido de calcio (bisulfito de calcio)
- E-228 Sulfito ácido de potasio (bisulfito de potasio)
- E-234 Nisina
- E-235 Natamicina

### Antibióticos
- Percarbonato sódico
- Dietilpirocarbonato (DEPC)
- E-242 Dicarbonato de dimetilo (DMDC)
- E-284 Ácido bórico

### Tratamiento externo de alimentos (benzimidazoles y derivados del bifenilo)
- E-230 Bifenilo (difenilo)
- E-231 Orto-fenilfenol
- E-232 Orto-fenilfenato de sodio
- E-233 Tiabendazol (2-(4-tiazolil)benzimidazol)

### Nitritos y nitratos
- E-249 Nitrito de potasio
- E-250 Nitrito de sodio
- E-251 Nitrato de sodio
- E-252 Nitrato de potasio

## Conservantes en Latinoamérica
Como consecuencia de las diferencias de ambientes y culturas, cada país posee sus propias regulaciones acerca de la adición de conservantes a sus alimentos y es por eso que al hablar de las mismas es importante dividirlas por naciones.

### Argentina
| Sustancia/Clase                | Alimentos en los que se usan |
| ------------------------------ | --- |
| Ácido sórbico y sorbatos       | Queso, vino, frutas desecadas, compotas, etc.                                                                                     |
| Ácido benzoico y benzoatos     | Verduras en vinagre, mermeladas y gelatinas dietéticas, frutas confitadas, semiconfitadas, semiconservas de pescado, salsas, etc. |
| Anhídrido sulfuroso y sulfitos | Frutas desecadas, frutas en conserva, productos a base de papa, vino, etc.                                                        |
| Natamicina                     | Tratamiento de la cubierta exterior de quesos y embutidos.                                                                        |
| Nitritos y nitratos            | Embutidos, panceta, jamón, patés, quesos, arenques en vinagres, etc.                                                              |

#### Regulaciones
En Argentina el organismo encargado de la evaluación de seguridad, la autorización, el control y el etiquetado de los conservantes y otros aditivos es el Ministerio de Salud de la Nación, a través de la Administración Nacional de Medicamentos, Alimentos y Tecnología Médica (ANMAT), el Código Alimentario Argentino (CAA) y el Instituto Nacional de Alimentos (INAL) en coordinación con las autoridades nacionales y del Servicio Nacional de Calidad Agroalimentaria (Senasa). En los mismos, generalizando, se exige que los conservantes demuestren su inocuidad para la salud humana, que no afecten las condiciones higiénicas, nutricionales y tecnológicas de los alimentos que los contuvieran y no pudieran dar lugar a posibles fraudes, también que fueran exigidos como indispensables bajo el punto de vista tecnológico o no pudieran ser evitados o sustituidos por un producto natural de inocuidad reconocida y que exista la posibilidad práctica de controlarlos.

## Conservantes para uso en cosméticos
Al día de hoy hay 57 grupos de conservantes autorizados en productos cosméticos. Tres de ellos han sido eliminados por lo que actualmente quedan 54 grupos autorizados. Antes de poner a la venta un cosmético es necesario evaluar la eficacia del conservante utilizado. Este ensayo se denomina challenge test. La metodología para realizar el challenge test está definida en la norma ISO 11930:2012.
- 1 Ácido benzoico y benzoatos
- 2 Ácido propiónico y sales
- 3 Ácido salicílico y sales
- 4 Sorbatos
- 5 Formaldehído
- 6
- 7 Bifenil-2-ol y sus sales
- 8 Zinc pyrithinone
- 9 Sulfitos y bisulfitos inorgánicos
- 10
- 11 Clorobutanol
- 12 Parabenos
- 13 Ácido dehidroacético
- 14 Ácido fórmico
- 15 Isetionato de dibromohexamidina
- 16 Tiomersal
- 17 Fenilmercurio
- 18 Ácido undecilénico
- 19 Hexetidina
- 20 5-bromo-5-nitro-1,3-dioxano
- 21 Bronopol
- 22 Alcohol 2,4-diclorobencílico
- 23 Triclocarbán
- 24 Clorocresol
- 25 Triclosán
- 26 Cloroxilenol
- 27 Imidazolidynil urea
- 28 Polyaminopropyl biguanide
- 29 2-Fenoxietanol
- 30 Metenamina
- 31 Quaternium-15
- 32 Climbazole
- 33 DMDM Hydantoin
- 34 Alcohol bencílico
- 35 Piroctone olamine
- 36
- 37 Bromochlorophene
- 38 4-Isopropil-3-cresol
- 39 Mezcla de Metilcloroisotiazolinona con Metilisotiazolinona: Las isotiazolinonas son sensibiliantes y como tales pueden dar lugar a alergias.
- 40 Clorofeno
- 41 2-Cloroacetamida
- 42 Clorhexidina
- 43 Fenoxiisopropanol
- 44 Bromuro y cloruro de alquil (C12-C22) trimetil amonio
- 45 4,4-Dimetil-1,3-oxazolidona
- 46 Diazolidinyl urea
- 47 Hexamidina
- 48 Glutaral
- 49 7-Ethylbicyclooxazolidine
- 50 Clorfenesina
- 51 Hidroximetilglicinato de sodio
- 52 Cloruro de plata depositado sobre dióxido de titanio
- 53 Cloruro de bencetonio
- 54 Cloruro, bromuro y sacarinato de benzalconio
- 55 Bezylhemiformal
- 56 Iodopropynyl butylcarbamate
- 57 Metilisotiazolinona